# Oblast Zaporizja
De oblast Zaporizja (Oekraïens: Запорізька область, Zaporiz'ka oblast’) is een oblast in het zuidoosten van Oekraïne. De hoofdstad is Zaporizja en de oblast heeft 1.666.515 inwoners (2021). Bij Enerhodar staat de kerncentrale Zaporizja. De oblast werd na de Russische invasie van Oekraïne in 2022 en de verovering van de oblast formeel door Rusland geannexeerd. De internationale gemeenschap erkent deze annexatie niet.

## Geschiedenis
Na de Tataars-Mongoolse invasie 1237—1240 jaar, werd het grondgebied van de Zaporizja-regio twee eeuwen lang onderdeel van de Gouden Horde.
In 1445 werden de Zaporizja-steppen op de linkeroever van de Dnjepr onderdeel van het Kanaat van de Krim. Van het einde van de 15e eeuw tot het midden van de 19e eeuw werden ze bewoond door nomaden en semi-kolonisten Nogai.
De natuurlijke, geografische en historische omstandigheden van de 15e-16e eeuw  droegen bij aan het feit dat de landen van Zuid-Oekraïne een van de vormingscentra van de Zaporozje-Kozakken werden. Een van de belangrijkste bolwerken en symbolen was het eiland Chortytsja, al sinds de oudheid bekend in Rusland.
Een gebeurtenis van volledig Oekraïense betekenis was de vorming van een sociaal-politieke en militaire organisatie van de Zaporozje-Kozakken van afzonderlijke Kozakkeneenheden en industriële artillerie - Zaporozka Sitsj (Leger van Neder-Zaporizja).
Zaporozka Sitsj werd de eerste politieke formatie op het grondgebied van Oekraïne met alle kenmerken van een republiek. Het behield lange tijd zijn onafhankelijkheid en nam een prominente plaats in in de internationale betrekkingen - Europese staten gingen er diplomatieke betrekkingen mee aan en zochten een militair bondgenootschap.
Historisch gezien maakte de oblast onderdeel uit van het gelijknamige gebied Zaporizja. Aan het einde van de 18e eeuw werden de zuidelijke landen van Oekraïne onderdeel van het Russische Rijk. Catharina II van Rusland voltooide de verovering van het zuiden, waardoor Rusland de dominante macht in de regio werd na de Russisch-Turkse oorlog van 1768-1774.

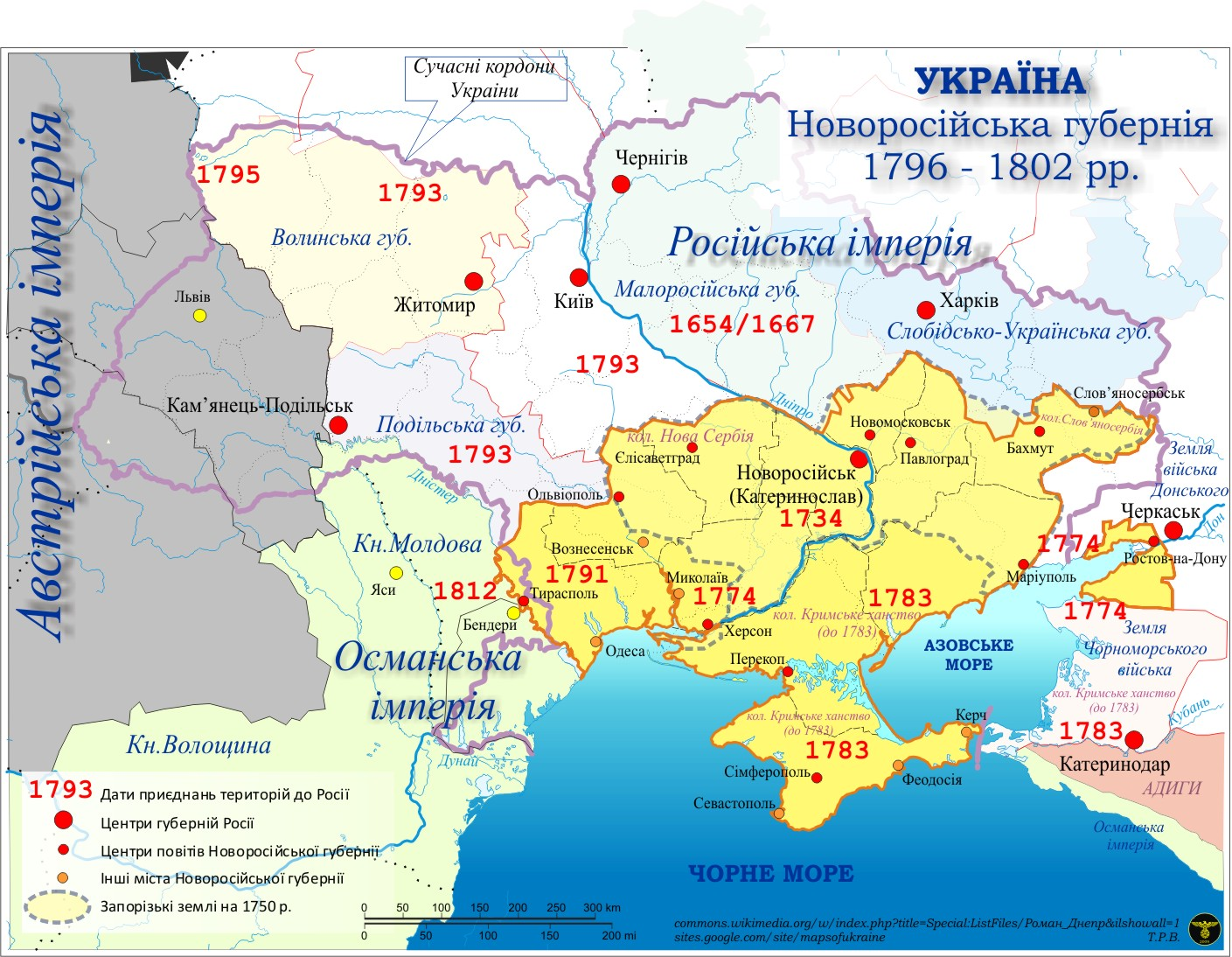
Territoriale veranderingen in Zuid-Oekraïne in de XVIII eeuw

Het Verdrag van Küçük Kaynarca, ondertekend op 10 juli 1774, gaf de Russen territoria in Azov, Kertsj, Jenikale, Kinburn en de kleine strook van de kust van de Zwarte Zee tussen de rivieren Dnjepr en Boeg. Het verdrag verwijderde ook de beperkingen op het marine- of handelsverkeer in de Zee van Azov.
In het Russische Rijk maakte het gebied dat overeenkomt met de huidige oblast Zaporizja  deel uit van administratieve regio's zoals de  gouvernementen Nieuw-Rusland, Taurida en Jekaterinoslav. Het proces van nieuwe vestiging en ontwikkeling van de landen van de moderne Zaporizja-regio was complex. Vertegenwoordigers van verschillende nationaliteiten namen eraan deel, wat leidde tot de ontwikkeling van de regio als multinational. Dit zorgde ervoor dat economische vaardigheden, individuele kenmerken van het leven en levensstijl van het ene volk naar het andere werden geleend, waardoor een bijzondere versmelting van culturele en economische tradities tot leven kwam. Een deel van de bevolking van het grondgebied van de moderne Zaporizja-regio waren buitenlandse kolonisten: mennonieten, Duitsers, Bulgaren, Joden, Gagaoezen, Koemanen, Serviërs, Grieken, Albanezen.
Op 6 maart 1918 werd in overeenstemming met de wet van de Oekraïense Centrale Rada op de administratief-territoriale indeling van Oekraïne het grondgebied van de regio van Zaporizja opgenomen in de nieuw gecreëerde landen: Zaporizja (provincies Berdjansk en Melitopol; centrum in Berdjansk), Sitsj (deel van de provincie Oleksandrivsk; centrum in Sitsjeslav) en Azov (deel van de provincie Oleksandrivskyi; centrum in Marioepol).
In de context van de Oekraïense Onafhankelijkheidsoorlog werd de regio ingelijfd bij de Sovjet-Oekraïne, die spoedig een deelrepubliek van de Sovjet-Unie zou worden. Op 10 januari 1939 wordt de oblast Zaporizja in moderne termen gecreëerd, uit oblast Dnjepropetrovsk. Zaporizja werd een van de belangrijke gebieden voor de industrialisatie van de Sovjet-Unie. In 1927 begon de bouw van de Dnipro HES in —de krachtigste waterkrachtcentrale van Europa op dat moment. Vlakbij werd een complex van energie-intensieve nieuwe ontwikkelingen snel gebouwd.
De snelle ontwikkeling van de economie en cultuur in de regio werd onderbroken door Tweede Wereldoorlog.
Een van de helderste pagina's in de geschiedenis van de regio is de naoorlogse heropleving van het industriële complex Zaporizja — Dnipro HES en ferro- en non-ferrometallurgiebedrijven. Begin 1950 hervatten alle 670 fabrieken en fabrieken in de regio het werk. In de jaren 1950—1970 ontstonden er nieuwe industrietakken in de regio - elektrotechnisch, chemisch. Het energiepotentieel van de regio bleef groeien. Naast de ingebruikname van Dnipro HES-2, werden Zaporizja DRES en kerncentrale Zaporizja gebouwd.

Na het uiteenvallen van de Sovjet-Unie werd de Oekraïense Socialistische Sovjetrepubliek in 1991, waar Zaporizja deel van uitmaakte, een onafhankelijk Oekraïne.

Situatie van de oblast Zaporizja
Gebied onder Russische controle
Gebied onder Oekraïense controle

De eerste bijeenkomsten van de Revolutie van Waardigheid begonnen op 24 november 2013 op het Festivalplein voor de Regionale Staatsadministratie van Zaporizja. Op 4 december beginnen autoraces ter ondersteuning van Euromaidan. Op 6 december hebben onbekende personen de vlag Europese Unie gehesen boven het Chortytsja-reservaat. Op 3 februari 2014 werden squadrons van Euromaidan-bewakers gevormd om te patrouilleren in de stad Zaporizja. 22 februari 2014 – Leninopad in Zaporizja en regio. Na de gebeurtenissen van Euromaidan was de regio het toneel van pro-Russische protesten.

### Russische invasie van Oekraïne in 2022
Tijdens de Russische invasie van Oekraïne die op 24 februari 2022 begon, veroverde het Russische leger het grootste deel van de provincie en versloeg de Oekraïners in de steden Melitopol en Enerhodar. De invasie is onderdeel van de Russisch-Oekraïense Oorlog, die in 2014 begon. Op 26 februari 2022 kwam de stad Berdjansk onder Russische controle. Het Russische Chersonoffensief bracht Melitopol op 1 maart onder Russische controle. Enkele dagen later werd de stad Enerhodar veroverd, de thuisbasis van de kerncentrale Zaporizja. De gelijknamige hoofdstad van de oblast Zaporizja werd niet ingenomen door het Russische leger. Vanaf de zomer van 2022 heroverde Oekraïne middels een tegenoffensief delen van de oblast.
Op 30 september 2022, ruim een halfjaar na het begin van de Russische invasie, werd oblast Zaporizja na een omstreden referendum van vijf dagen onder Russische bezetting als oblast eenzijdig door Rusland geannexeerd. Op 5 oktober 2022 ondertekende Poetin de ratificatiewet. Deze annexatie wordt door vrijwel de gehele internationale gemeenschap als illegaal gezien.

### Oekraïens tegenoffensief in 2023
Op 8 juni 2023 lanceerden Oekraïense troepen tegenaanvallen rond de stad Oritsjiv, in de oblast Zaporizja, waar Russische troepen de verdedigingslinie Mala Tokmatsjka-Polohy hadden aangelegd. De aanvallen concentreerden zich rond de dorpen in de frontlinie van Robotine en Verbove.
Op 9 juni werden er meer gevechten gemeld in de buurt van Orikhov en Oekraïense troepen die aan een opmars begonnen naar de stad Tokmak met Leopard-tanks en Bradley pantservoertuigen. President Zelensky feliciteerde de Oekraïense krijgsmacht met hun "resultaten" in het oosten van Oekraïne. De Oekraïense troepen werden gezien in de buurt van Lobkove, en een Russische militaire blogger beweerde dat Oekraïne winst boekte in Robotine, ten zuiden van Orikhov.

## Geografie
Ten zuidwesten van de hoofdstad Zaporizja ligt in het noordwesten van de oblast het Stuwmeer van Kachovka in de rivier de Dnjepr. In het zuiden liggen de steden Melitopol en Berdjansk, die laatste is gelegen aan de Zee van Azov.